# Pascual Saurín
Pascual Saurín, född 26 februari 1967 i Avignon, Frankrike är en spansk volleybollspelare och -tränare. 
Saurín växte upp i Albanilla, Spanien. Han hade en av de främsta spanska volleybollspelarna under 1980- och 1990-talet med fem vunna spanska mästerskap och sju vunna cupsegrar. Han spelade hela sin karriär i det spanska seriesystemet, även om han spelade ett år med den andorranska klubben CV Andorra. Efter avslutad spelarkarriär gick han direkt över till att arbeta som tränare, först med Voley Murcia. Som tränare har han främst tränat damlag i Spanien, men han har även tränat herrlaget CV Escáner Cartagena och det belgiska damlaget Charleroi Volley.
Saurín är förbundskapten för Spaniens damlandslag i volleyboll sedan 2016 och då även vid flera tillfället lett dess olika damjuniorlandslag.